# Palaeorhiza eumorpha
Palaeorhiza eumorpha is een vliesvleugelig insect uit de familie Colletidae. De wetenschappelijke naam van de soort is voor het eerst geldig gepubliceerd in 1988 door Hirashima.